# Васташуй
Васташу́й (рос. Васташуй, марій. Ваштаршу) — присілок у складі Совєтського району Марій Ел, Росія. Входить до складу Верх-Ушнурського сільського поселення.

## Населення
Населення — 69 осіб (2010; 70 у 2002).
Національний склад (станом на 2002 рік):
- марі — 100 %